# N-Terminus

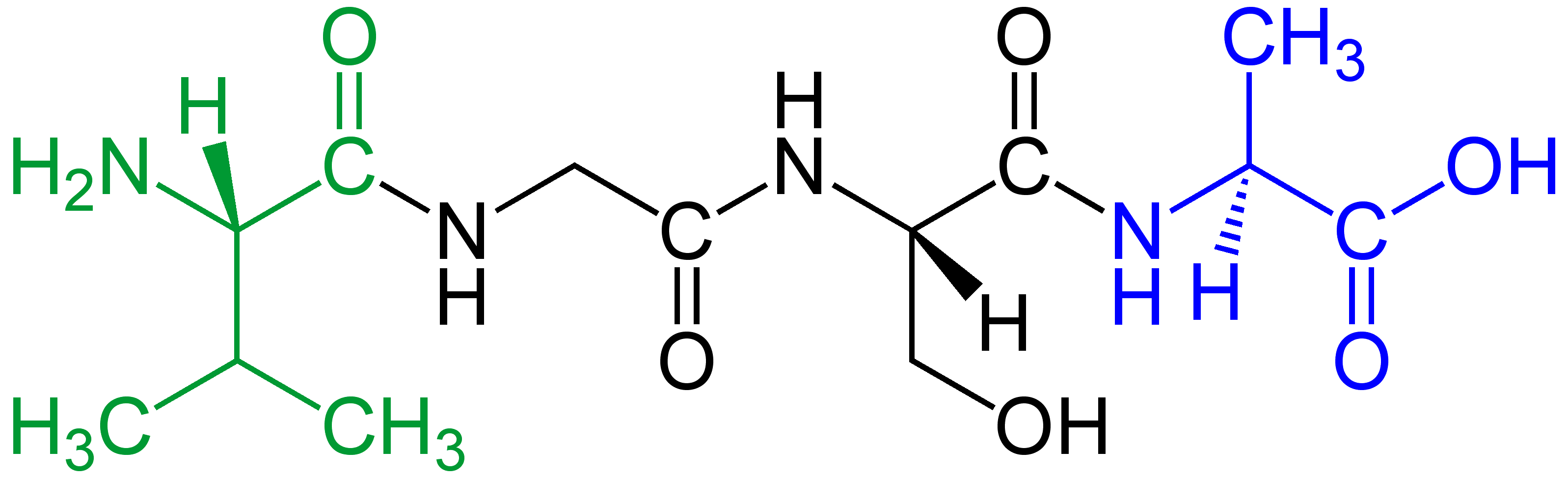
Ein Tetrapeptid (wie zum Beispiel Val-Gly-Ser-Ala) mit
grün markierter N-terminaler α-Aminosäure (im Beispiel: L-Valin) und blau markierter C-terminaler α-Aminosäure (im Beispiel: L-Alanin).

Als N-Terminus oder Amino-Terminus wird jenes Ende eines Proteins oder Polypeptids bezeichnet, welches bei Eukaryoten und Archaeen eine Aminosäure mit einer freien Aminogruppe (NH2) besitzt. Bei Bakterien beginnen neusynthetisierte Proteine dagegen mit N-Formylmethionin (fMet), bei dem die Aminogruppe formyliert ist.

## Eigenschaften
Das Ribosom startet die Proteinbiosynthese am N-Terminus mit einem Methionin als erster Aminosäure des neu zu bildenden Proteins. Der N-Terminus bleibt zunächst unmodifiziert, während die Carboxygruppe der Aminosäure über eine Peptidbindung mit der NH2-Gruppe der nächsten Aminosäure kovalent verknüpft wird. 
Die freie Aminogruppe gibt dem N-Terminus den Namen, kann jedoch später während und nach der Translation verschiedentlich modifiziert werden. So wird der N-Terminus in Eukaryoten häufig im Zuge einer posttranslationalen Modifikation durch eine Acetyltransferase acetyliert, gelegentlich auch myristyliert oder palmityliert. Spezifischere N-terminale Modifikationen sind beispielsweise das Abspalten von Teilen durch Proteolyse oder das nachträgliche Anhängen von Aminosäuren, wie bei der Arginylierung. Durch die Proteolyse eines Proteins können aus dessen C-terminalen Fragmenten neue Proteine entstehen, deren N-terminale Aminosäure kein Methionin mehr ist. Durch Methionin-Aminopeptidasen kann das Methionin am N-Terminus abgespalten werden. Die N-terminale Aminosäure kann den proteolytischen Abbau eines Proteins beschleunigen, was durch die N-End Rule beschrieben wird. 
Kurz hinter dem N-Terminus liegt oftmals eine Signalsequenz, z. B. die für sekretorische oder mitochondriale Proteine bei allen Eukaryoten sowie die für Plastiden-Proteine von Pflanzen.
Das entgegengesetzte Molekülende eines beliebigen Peptids wird als Carboxy-Terminus (kurz C-Terminus) bezeichnet.